# Megachile kimilolana
Megachile kimilolana är en biart som beskrevs av Cockerell 1931. Megachile kimilolana ingår i släktet tapetserarbin, och familjen buksamlarbin. Inga underarter finns listade i Catalogue of Life.